# Lohbiee Indian Reserve 3
Lohbiee Indian Reserve 3 är ett reservat i Kanada.   Det ligger i provinsen British Columbia, i den sydvästra delen av landet, 3 600 km väster om huvudstaden Ottawa. Lohbiee Indian Reserve 3 ligger vid sjön Konni Lake.
I omgivningarna runt Lohbiee Indian Reserve 3 växer i huvudsak barrskog. Trakten runt Lohbiee Indian Reserve 3 är nära nog obefolkad, med mindre än två invånare per kvadratkilometer.